# Motobloc

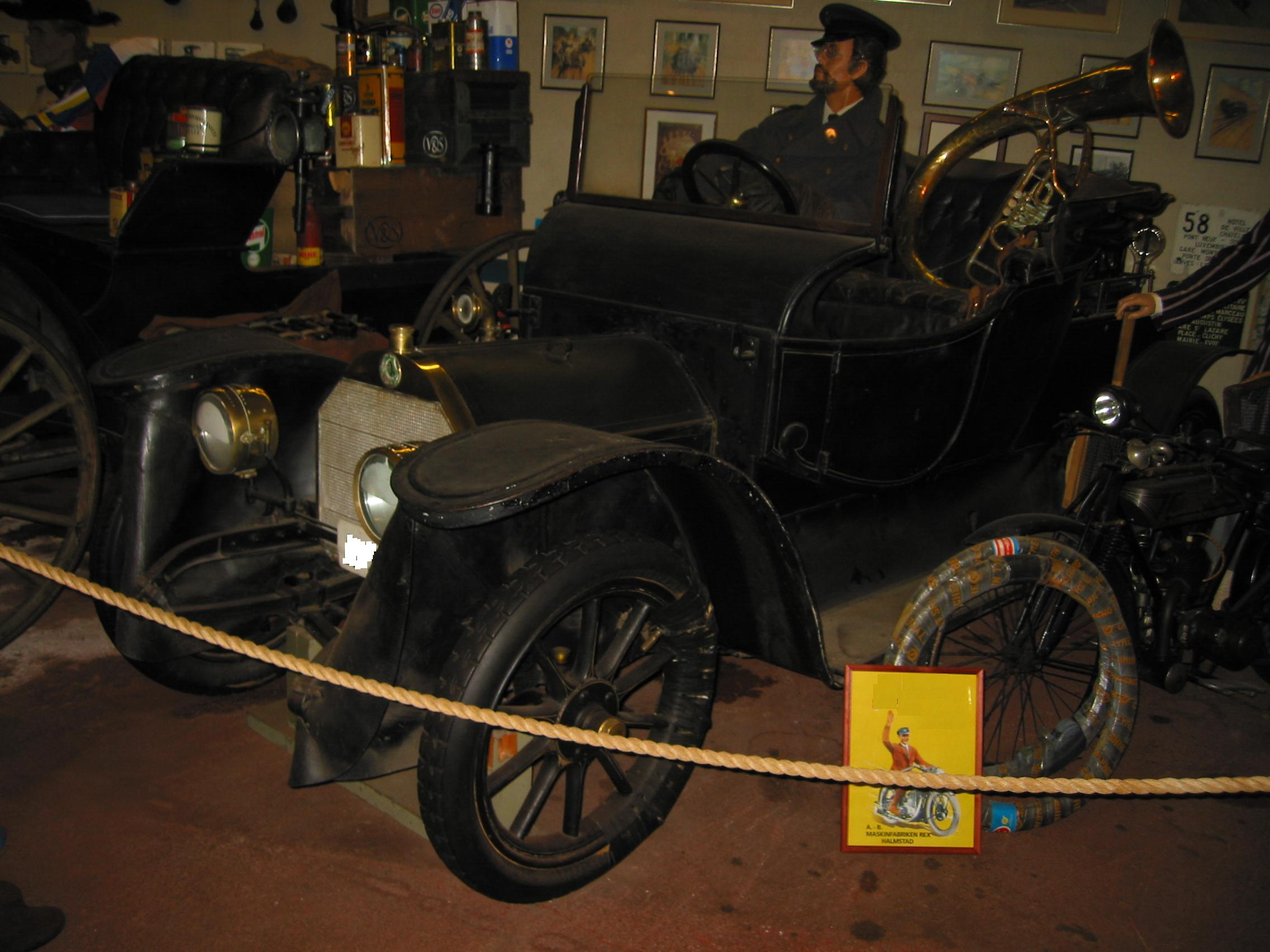
Motobloc från 1909

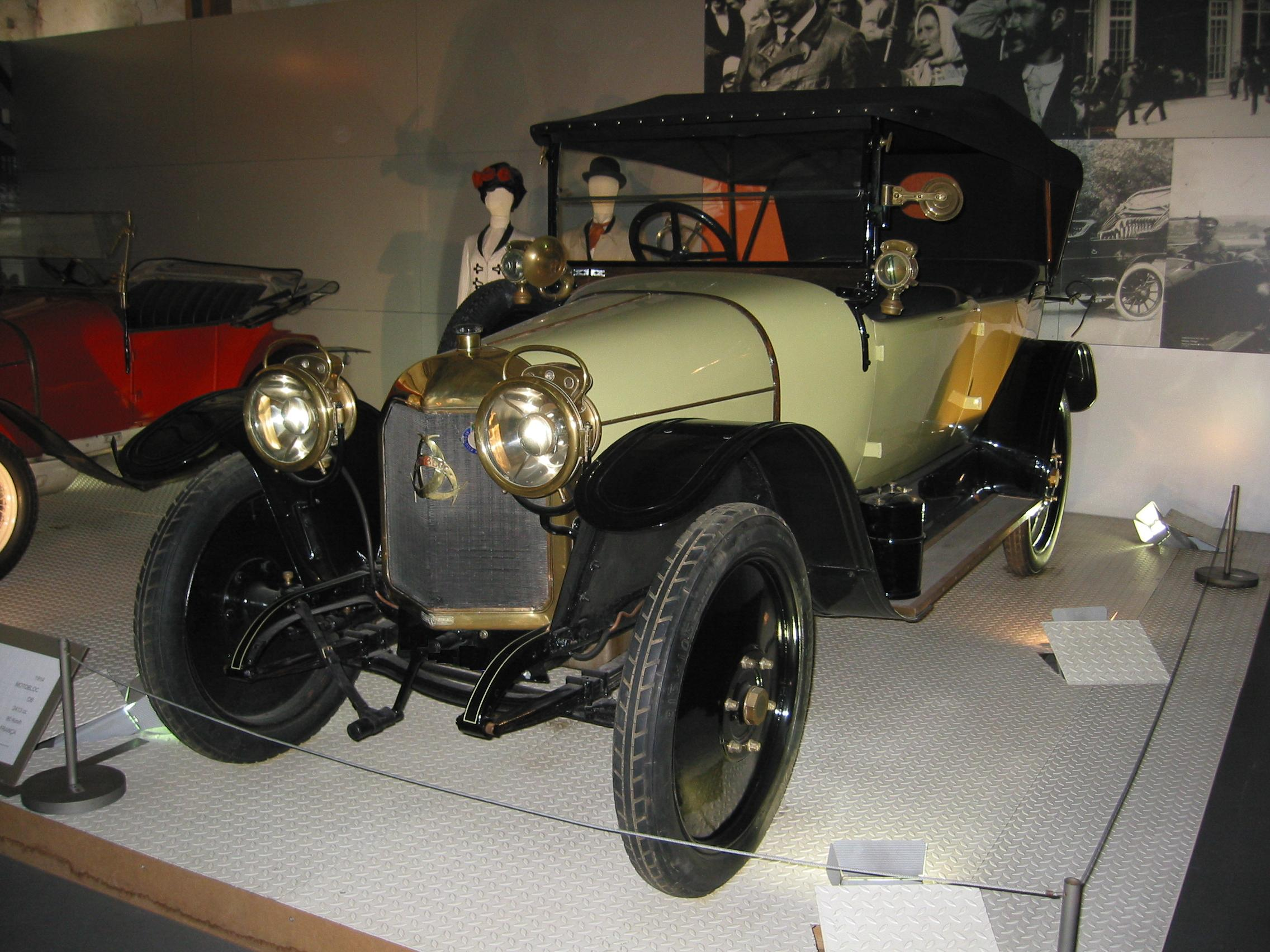
Motobloc från 1914

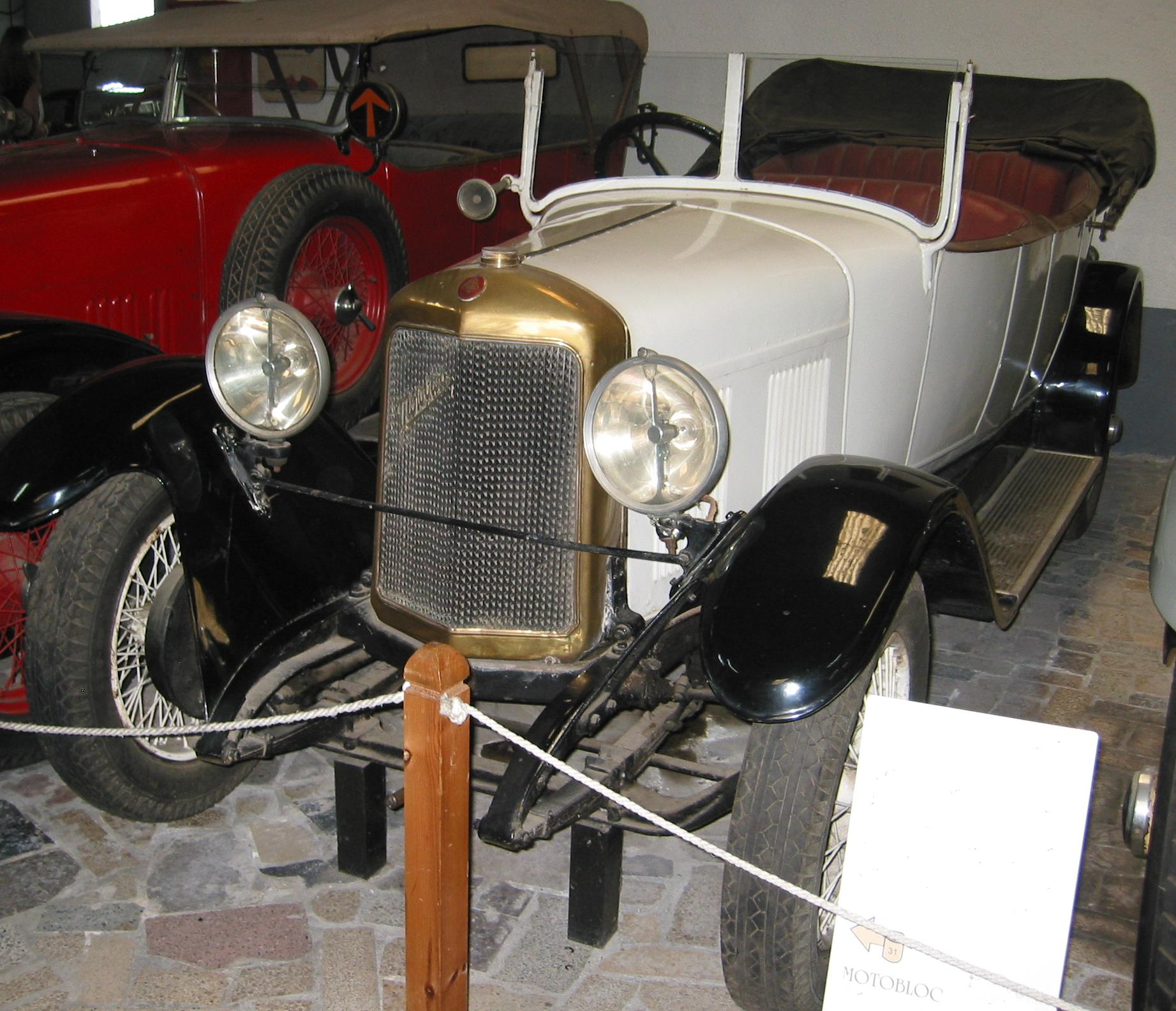
Motobloc från 1925

Motobloc var en fransk biltillverkare, som byggde bilar mellan 1902 och 1931 i Bordeaux. Företaget var efterföljare till de tidigare Schaudel-bilarna. Schaudel tillverkade bilar mellan 1900 och 1902, och i juni 1902 bildades "la Societe Anonyme des automobiles Motobloc" för att fortsätta bilproduktionen baserad på Schaudels design.
En 1908 års modell av Motobloc var med bland de sex deltagarna i New York - Parisloppet 1908. Motobloc-bilen gav upp när de nådde Iowa på grund av bromsfel och brist på pengar.
Motobloc är ett av de bilnamn som finns på reklamskyltar i början av musikalfilmen Chitty Chitty Bang Bang.
Märket slutade tillverkas 1930.